# Consulado (escola de samba)
O Grêmio Recreativo Escola de Samba Consulado (ou simplesmente Consulado) é uma escola de samba brasileira da cidade de Florianópolis, Santa Catarina. Tem como símbolo o pandeiro e suas cores são vermelho e branco. Sua sede fica localizada no bairro do Saco dos Limões. 
Inspirada pelo carnaval carioca por funcionários da Eletrosul vindos do Rio de Janeiro, cujas residências na cidade eram apelidadas de "Consulados do Rio", foi fundada como Bloco Consulado do Samba em 1977 e, após vencer as disputas de blocos por dez anos seguidos, se tornou escola de samba em 1986 e passou a se chamar apenas "Consulado". É a atual campeã do carnaval de Florianópolis, sendo este seu décimo título no Carnaval de Florianópolis. 

## História

### Origem
Um grupo de cariocas foi trabalhar em Florianópolis, empregados da Eletrosul, que adquiriram alguns instrumentos de percussão e, liderados por Nivaldo e Salomão, formaram um grupo para animar confraternizações e torneios esportivos entre colegas de trabalho.
O nome Consulado do Samba foi atribuído ao grupo, numa alusão às muitas residências de funcionários que eram denominadas "Consulados do Rio". A residência de Nivaldo e Waltamir, onde eram guardados os instrumentos e feitos os ensaios do grupo, foi batizada como o Consulado do Samba. Até hoje algumas pessoas ainda chamam a escola desta forma, apesar de não ter mais o "do samba" no nome oficial.

### O bloco
Em data próxima ao Carnaval de 1977, funcionários da empresa, especificamente Martinha e Cacau (João Carlos Bressane) sugeriram que fosse formado um bloco carnavalesco para desfilar e também participar de concorrido concurso de "blocos de sujos" que se realizava na Avenida Paulo Fontes, perto do Mercado Público. Como padrão, foi definido o vermelho e branco, inspirado nas cores da Salgueiro, do Rio de Janeiro.
O desfile do Bloco Consulado do Samba foi um acontecimento no Carnaval da cidade, com o bloco sendo muito elogiado pela qualidade da bateria e pelo luxo das fantasias. O bloco ficou em primeiro lugar no ano de 1977, e daí em diante foram sucessivos primeiros lugares. O Bloco Consulado do Samba também inovou, ainda como bloco, sendo o primeiro a desfilar com intérprete acompanhado de cavaquinho (Nivaldo). O número de componentes aumentava a cada ano, e foram conquistados dez campeonatos em dez anos, se tornando hors concurs do Carnaval. O próximo passo era se tornar escola de samba.

### GRES Consulado
Em 5 de maio de 1986, após uma assembleia que contou com a participação de mais trezentas pessoas, nascia o Grêmio Recreativo e Escola de Samba Consulado. 
O desfile de 1987 marcou a estreia do Consulado como escola de samba no carnaval de Florianópolis. Com o enredo intitulado "Mentalmorfose" a escola falou sobre o processo de transformação do Bloco Carnavalesco Consulado do Samba em Grêmio Recreativo e Escola de Samba Consulado, tendo conquistado o 4º lugar na competição. Esse desfile foi significativo, pois representou a transição do Consulado de um bloco carnavalesco, fundado em 1977, para uma escola de samba oficialmente estabelecida.
No ano de 1991, cinco anos após a transição, veio o primeiro título com o enredo "Apesar de Tudo". O bicampeonato foi conquistado no ano seguinte com o enredo "Vôo Noturno" e o tricampeonato em 1993 com o enredo "Um Sopro Sul".
Nos anos seguintes a escola passou por algumas dificuldades como interdição da sua quadra e inviabilização do desfile. Mesmo enfrentando tantos problemas, a escola permaneceu entre as três primeiras colocações ao longo dos anos que sucederam o tricampeonato.
Houve então a necessidade de renovar, com o objetivo colocar a escola novamente no primeiro lugar. Vários segmentos da escola receberam reforços e muita gente nova recebeu a chance de entrar pra escola. A bateria foi uma das grandes surpresas do carnaval de 2003 e recebeu quatro notas 10 dos jurados e o título de melhor bateria da cidade, fato que se repetiu nos três carnavais seguintes.
O carnavalesco nilopolitano Raphael Soares chega na escola no ano de 2005, e com o enredo "Da Terra Sem Mal ao Império do Sol o El'Dorado de Aleixo Garcia" a escola conquistou mais um título, ainda que a favorita do carnaval daquele ano era a Embaixada Copa Lord, por estar completando seu jubileu de ouro. 
Em 2006, com o enredo "Praça XV - Onde Tudo Acontece" foi conquistado o 5º título da escola, e em 2007 com o enredo "Vinte Luas de Esperança, Vinte Luas de Saudades: das Matas da Babitonga ao Velho Mundo" veio a conquista do 6º campeonato. Em 2008 a escola perdeu o tetra para a Embaixada Copa Lord por apenas 1 décimo de ponto. O enredo era "A Epopéia de Savas - De Kastelorizón ao Desterro... Tem Grego na Conselheiro".
Em 2009 a Consulado tinha se sagrado campeão do carnaval, porém após denúncias que apontavam para o não-cumprimento do regulamento do Desfile das Escolas de Samba no quesito samba-enredo, foi aberto o processo administrativo nº 001/2009 na Liga das Escolas de Samba de Florianópolis, e o conselho deliberativo decidiu que a escola deveria ser punida com a perda do título, desclassificação, devolução do troféu e premiação recebida. A agremiação recorreu, mas não teve sucesso.

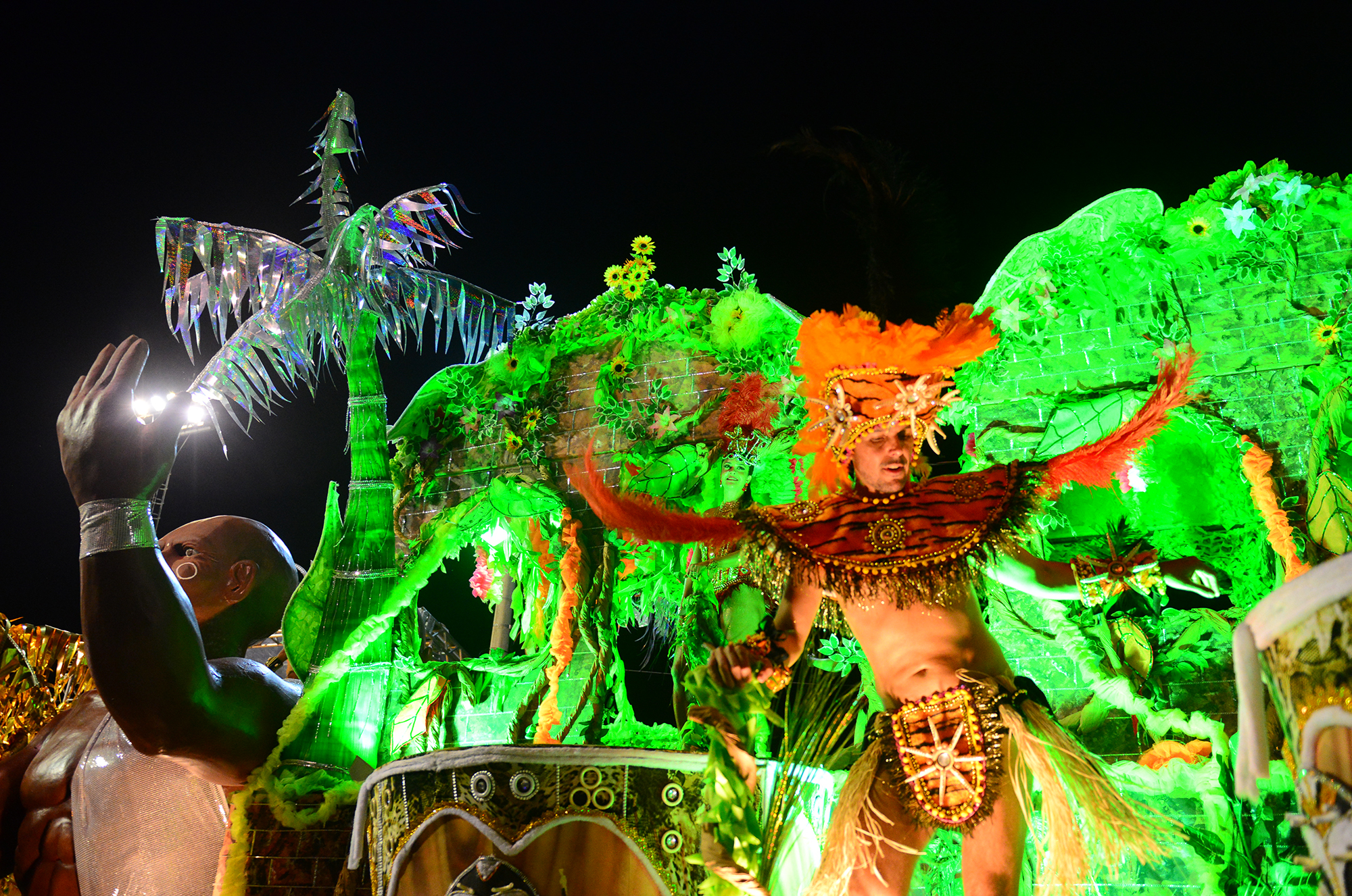
Desfile de 2014.

Em 2014, a escola abordou a civilização Ashanti, originária da costa ocidental da África. Em 2015, apesar de realizar um belo desfile, o Consulado sofreu uma penalização por não ter atingido o número mínimo de componentes, que ocasionou o rebaixamento para o grupo de acesso. Em 2016, a agremiação completou 40 anos de história e foi campeã do acesso com o enredo “Entre Lutas e Glórias”, confirmando seu retorno ao Grupo Especial do Carnaval de Florianópolis.  
Para o carnaval de 2017 a vermelho e branco levou para a Passarela Nego Quirido o enredo “Mô Quirido... Aqui é o meu Lugar!”, de Raphael Soares, que remeteu ao retorno do Consulado ao Grupo Especial e também ao tradicional bairro Saco dos Limões, onde mantém sua sede social e realiza seus eventos, tendo ficado em 3º lugar. 
Em 2018 o enredo “Os Sete Reinados do Rei João” embalou a escola contando as histórias dos reinados do grande carnavalesco Joãosinho Trinta e ficou em 4ª lugar. Em 2019 o Consulado levou para a passarela o amor com o enredo "Où l'amour sera roi (Onde o Amor Será Rei)" através do personagem Homem de Lata, de Mágico de Oz, se sagrando pela oitava vez campeã do carnaval de Florianópolis. 
Em 2020 a escola encantou a Passarela Nego Quirido com o enredo “Lute como Antonieta”, com Antonieta de Barros, professora, jornalista, primeira deputada estadual negra do Brasil e a primeira deputada no Estado como a grande homenageada da Consulado, que obteve a segunda colocação na classificação geral.   
Para o carnaval de 2021, foi anunciado O enredo "Ziriguidum 2001 - A utopia do carnaval", do carnavalesco Raphael Soares, foi planejado para o carnaval de 2021 e mantido para 2022, porém ambos foram cancelados devido a pandemia do COVID-19. O retorno seria apenas em 2023, com o enredo "Magamalabares", também de Raphael Soares, inspirado na música de mesmo nome de Carlinhos Brown, conquistando o vice-campeonato. Em 2024, o Consulado desfilou com o enredo a lenda de Aiuri-Caua, inspirado na história do líder indígena Ajuricaba, que preferiu a morte do que ser escravizado, ficando mais uma vez em segundo lugar.    
Em 2025, o Consulado veio com o enredo "O Jardim Secreto nos Delírios de Fritz Müller", que contou de forma a lúdica as contribuições do naturalista alemão à biologia pela observação da fauna e flora em Santa Catarina. A disputa pelo título foi uma das mais acirradas dos últimos anos, sendo decidida no desempate com a Copa Lord, mas após três vices seguidos, a escola voltou a ser campeã, conquistando seu nono título do carnaval.

## Segmentos

### Presidentes
| Nome                                 | Mandato                   | Ref.  |
| ------------------------------------ | ------------------------- | ----- |
| Iraci Machado Goulart                | Maio 1989 - Maio 1993     |       |
| Miguel Carlos Maia Coelho            | Maio de 1999 - Maio 2001  |       |
| Antônio de Azevedo Jorge Jr.         | Maio 2001 - Maio 2003     |       |
| Salomão Lobo de Souza Filho          | Maio 2003 - Maio 2013     |       |
| Valcione Furtado                     | Maio de 2013 - Maio 2016  | [ 4 ] |
| Marcio Pires Machado                 | Maio de 2016 - Maio 2019  | [ 5 ] |
| Carlos Rafael Ferreira               | Maio de 2019 - Maio 2022  |       |
| Alexandre Martins Ferreira (Casinha) | Maio de 2022 - atualidade |       |

### Diretores
| Ano         | Diretor de Carnaval       | Diretor de harmonia                                      | Mestre de bateria  | Ref.  |
| ----------- | ------------------------- | -------------------------------------------------------- | ------------------ | ----- |
| 2004        |                           | Giovane de Freitas                                       | Daniel Aranha      |       |
| 2005        | -                         | Vitor Matos                                              | Daniel Aranha      |       |
| 2006 - 2007 | -                         | Valcione Furtado                                         | Daniel Aranha      |       |
| 2008        | Fábio Botelho             | Valcione Furtado                                         | Daniel Aranha      |       |
| 2009        | Jorge Rubinei Vaz         | Valcione Furtado                                         | Direção de Bateria |       |
| 2010 - 2012 | Jorge Rubinei Vaz         | Marcos Telles                                            | Mestre Biscoito    |       |
| 2014        | Guilherme Castro Silveira | Rafael Ferreira Jeferson Backer Reginaldo Valmir Martins | Mestre Biscoito    |       |
| 2015        | Jeferson Backer           | Bruna Tonnera                                            | Mestre Biscoito    |       |
| 2016        | Jeferson Richter Backer   | Gilson Ouriques Jr.                                      | Mestre Biscoito    | [ 6 ] |
| 2017        | Jorge Rubinei Vaz         | Gilson Ouriques Jr.                                      | Mestre Biscoito    |       |
| 2018        | Jorge Rubinei Vaz         | Gilson Ouriques Jr. \| Marcos Telles                     | Mestre Biscoito    |       |
| 2019        | Jorge Rubinei Vaz         | Gilson Ouriques Jr. \| Marcos Telles                     | Mestre Biscoito    |       |
| 2020        | Marcos Paulo R. Telles    | Roberto Paz Júnior                                       | Mestre Biscoito    |       |
| 2023        | Marcos Paulo R. Telles    | Roberto Paz Júnior                                       | Mestre Biscoito    |       |
| 2024        | Marcos Paulo R. Telles    | Douglas Schmitz                                          | Mestre Biscoito    |       |
| 2025        | Marcos Paulo R. Telles    | Douglas Schmitz                                          | Mestre Biscoito    |       |

### Coreógrafo
| Ano         | Nome                          | Ref.  |
| ----------- | ----------------------------- | ----- |
| 2003 - 2004 | Ildo                          |       |
| 2005 - 2011 | Fabiano Narciso               |       |
| 2012        | Aline Menezes e Luiz Quirinus |       |
| 2014 - 2016 | Carlos Cabral                 | [ 6 ] |
| 2017 - 2020 | Fabiano Narciso               |       |
| 2023 - 2025 | Simone Fortes                 |       |

### Casal de Mestre-sala e Porta-bandeira
| Ano         | Nome                                      | Ref.  |
| ----------- | ----------------------------------------- | ----- |
| 2002 - 2010 | Mazinho Pereira e Tatiana                 |       |
| 2011 - 2014 | Wallacy Nascimento e Stephanny Nascimento |       |
| 2015 - 2016 | Wallacy Nascimento e Telminha Campos      | [ 6 ] |
| 2017        | Deni Fidelis e Telminha Campos            |       |
| 2018        | Deni Fidelis e Ana Paula Machado          |       |
| 2019        | Deni Fidelis e Ana Paula Oliveira         |       |
| 2020 - 2024 | Rafael Nunes e Fernanda Zacouteguy        |       |
| 2025        | Cinthia Machado e Luciano Batuta          |       |

### Corte de bateria
| Ano               | Rainha           | Ref.        |
| ----------------- | ---------------- | ----------- |
| 2003              | -                |             |
| 2004 - 2009       | -                |             |
| 2010              | Tânia Rodrigues  |             |
| 2011 - 2013       | Camila Lalau     |             |
| 2014              | Viviane Araújo   | [ 7 ] [ 8 ] |
| 2015 - 2019       | Michelli Rosa    | [ 9 ]       |
| 2020 - atualidade | Thaynara Freitas |             |

## Carnavais
| Ano                                                                   | Colocação         | Grupo    | Enredo                                                                                    | Carnavalesco                          | Intérprete                                    | Ref.          |
| --------------------------------------------------------------------- | ----------------- | -------- | ----------------------------------------------------------------------------------------- | ------------------------------------- | --------------------------------------------- | ------------- |
| 1987                                                                  | 4º lugar          | Especial | Mentalmorfose                                                                             |                                       |                                               |               |
| 1988                                                                  | Desfile Cancelado | Especial | Simplesmente Carnaval                                                                     |                                       |                                               |               |
| 1989                                                                  | 3º lugar          | Especial | Moro no mundo e passeio em casa                                                           | C.A. Schneider                        |                                               |               |
| 1990                                                                  | 3º lugar          | Especial | Porque hoje é sábado                                                                      | J. A. Beirão                          |                                               |               |
| 1991                                                                  | Campeã            | Especial | Apesar de tudo                                                                            | J. A. Beirão                          |                                               |               |
| 1992                                                                  | Campeã            | Especial | Vôo noturno                                                                               | J. A. Beirão                          | André Calibrina                               |               |
| 1993                                                                  | Campeã            | Especial | Um sopro sul                                                                              | J. A. Beirão                          | André Calibrina,Bira Pernilongo e Julio Fofão |               |
| Não ocorreram desfiles em 1994.                                       |                   |          |                                                                                           |                                       |                                               |               |
| 1995                                                                  | Vice-Campeã       | Especial | Nas ondas do rádio                                                                        | J. A. Beirão                          | André Calibrina                               |               |
| A escola não desfilou em 1996. Não ocorreram desfiles em 1997 e 1998. |                   |          |                                                                                           |                                       |                                               |               |
| 1999                                                                  | 3º lugar          | Especial | A rota da seda                                                                            | J. A. Beirão                          | André Calibrina                               |               |
| 2000                                                                  | Vice-campeã       | Especial | Terra mãe gentil - 500 anos.                                                              | J.A. Beirão                           | André Calibrina                               |               |
| 2001                                                                  | 3º lugar          | Especial | Compadre eu vi era lua cheia e maré alta                                                  | Renato Cabral                         | André Calibrina                               |               |
| 2002                                                                  | Vice-campeã       | Especial | Mãe Malvina os búzios não mentem meu rei.                                                 | J.A. Beirão                           | André Calibrina                               |               |
| 2003                                                                  | Vice-campeã       | Especial | É domingo é dia de clássico todos caminhos levam...                                       | J.A. Beirão                           | Alan Cardozo                                  |               |
| 2004                                                                  | Vice-campeã       | Especial | Uma rosa para Neide Maria                                                                 | J.A. Beirão                           | Alan Cardozo                                  |               |
| 2005                                                                  | Campeã            | Especial | Da Terra sem Mal ao Império do Sol: O Eldorado de Aleixo Garcia                           | Raphael Soares                        | Alan Cardozo                                  |               |
| 2006                                                                  | Campeã            | Especial | Praça XV - Onde Tudo Acontece                                                             | Raphael Soares                        | Luizinho Andanças                             |               |
| 2007                                                                  | Campeã            | Especial | Vinte Luas de Esperança, Vinte Luas de Saudades... Das Matas da Babitonga ao Velho mundo! | Raphael Soares                        | Luizinho Andanças                             |               |
| 2008                                                                  | Vice-campeã       | Especial | A epopéia de Savas! De Kastelorizón ao Desterro... Tem grego na Conselheiro.              | Raphael Soares                        | Luizinho Andanças                             |               |
| 2009                                                                  | Campeã            | Especial | Com a força da raça! Macunaíma é quilombola em Santa Catarina                             | Raphael Soares                        | Luizinho Andanças                             |               |
| 2010                                                                  | 5° lugar          | Especial | Guerreiros Vermelhos - Heróis a Serviço da Vida                                           | Raphael Soares                        | Luizinho Andanças                             |               |
| 2011                                                                  | 5° lugar          | Especial | Dança                                                                                     | Raphael Soares                        | Luizinho Andanças                             |               |
| 2012                                                                  | 5º lugar          | Especial | Atlantis Insulae: Açoriano É Ser do Mar                                                   | Fernando Albalustro e Marcelo Machado | Luizinho Andanças                             | [ 10 ]        |
| Não ocorreram desfiles em 2013.                                       |                   |          |                                                                                           |                                       |                                               |               |
| 2014                                                                  | 4º lugar          | Especial | Ashantis, a força que vem do berço                                                        | Jhean Fábio do Nascimento             | Gilsinho                                      | [ 11 ]        |
| 2015                                                                  | 6º lugar          | Especial | E vem de lá do centro do mundo a força de um povo                                         | Ley Vaz                               | Thiago Pires                                  | [ 12 ] [ 13 ] |
| 2016                                                                  | Campeã            | Acesso   | Entre Lutas e Glórias                                                                     | Ley Vaz                               | Thiago Pires                                  | [ 6 ]         |
| 2017                                                                  | 3º Lugar          | Especial | Mô Quirido... Aqui é o Meu Lugar!                                                         | Raphael Soares                        | Gilsinho                                      | [ 14 ]        |
| 2018                                                                  | 4º Lugar          | Especial | Os Sete Reinados do Rei João                                                              | Raphael Soares                        | Flávio Luiz                                   |               |
| 2019                                                                  | Campeã            | Especial | Où l'amour sera roi "Onde o Amor será Rei”                                                | Raphael Soares                        | Flávio Luiz                                   |               |
| 2020                                                                  | Vice-campeã       | Especial | Lute como Antonieta                                                                       | Raphael Soares                        | Flávio Luiz                                   |               |
| Não ocorreram desfiles em 2021 e 2022 devido a pandemia de COVID-19   |                   |          |                                                                                           |                                       |                                               |               |
| 2023                                                                  | Vice-campeã       | Especial | Magamalabares                                                                             | Raphael Soares                        | Flávio Luiz                                   |               |
| 2024                                                                  | Vice-campeã       | Especial | Aiuri-Caua                                                                                | Raphael Soares                        | Flávio Luiz                                   |               |
| 2025                                                                  | Campeã            | Especial | O Jardim secreto nos delírios de Fritz Müller                                             | Raphael Soares                        | Alan Cardozo                                  | [ 15 ]        |